# Provincia di Sofala
Sofala è una provincia del Mozambico centrale.

## Geografia fisica
La provincia confina a nord con la provincia di Tete, a nord-est il fiume Zambesi segna il confine con la provincia di Zambezia, a est si affaccia sul canale del Mozambico, a sud confina con la provincia di Inhambane ed a ovest confina con la provincia di Manica.
Il territorio è caratterizzato da un'ampia pianura costiera drenata da numerosi fiumi che scorrono verso la foce nell'Oceano Indiano. Oltre allo Zambesi che scorre al confine con la Zambezia i principali fiumi sono il Pungue, il Buzi, il Gorongosa, e il Save. Quest'ultimo segna il confine meridionale con l'Inhambane. Nell'area occidentale si eleva l'altopiano della Serra da Gorongosa, che raggiunge i 1863 m. A sud della Serra si stende il Parco nazionale di Gorongosa.
Il capoluogo della provincia è la città di Beira, posta sulla costa alla foce del fiume Pungue.

## Geografia antropica

### Suddivisioni amministrative
La provincia è divisa nei seguenti distretti:
- Búzi
- Caia
- Chemba
- Cheringoma
- Chibabava
- Dondo
- Gorongosa
- Machanga
- Maringué
- Marromeu
- Muanza
- Nhamatanda